# 악녀: 더 킬러
《악녀: 더 킬러》(영어: The Night Crew)는 2015년 개봉한 액션 공포 스릴러 영화이다. 크리스천 세스마가 연출하고 폴 슬론과 공동 각본을 맡았다. 대니 트레이호, 루크 고스, 보킴 우드바인, 채스티 바예스테로스 등이 출연하였다.

## 줄거리
멕시코. 강력한 마약 카르텔 보스로부터 도망친 중국계 여성 메이는 스트리퍼로 일하며 숨어 지낸다. 보스는 부하들을 보내 메이를 쫓지만 웨이드가 이끄는 현상금 사냥꾼 팀이 메이를 먼저 낚아챈다.
그러나 현상금 사냥꾼들이 국경을 넘어 미국으로 가기 직전 메이가 도망친다. 현상금 사냥꾼들은 외딴 건물에서 메이를 다시 찾아내지만 이들을 추적해온 보스의 부하들에게 포위 당하면서 총격전에 들어간다.
한편, 메이는 커다란 비밀 하나를 감춰왔는데...

## 출연
- 대니 트레이호 - 아길라르(애길라), 마약 카르텔 보스 역
- 루크 고스 - 웨이드 역
- 채스티 바예스테로스 - 메이 역
- 보킴 우드바인 - 크렌쇼 역
- 제이슨 뮤스 - 차치 역
- 폴 슬론 - 로니 역